# Gymnase de l'université des sciences et technologies de Pékin
 (avril 2025).
Si vous disposez d'ouvrages ou d'articles de référence ou si vous connaissez des sites web de qualité traitant du thème abordé ici, merci de compléter l'article en donnant les références utiles à sa vérifiabilité et en les liant à la section « Notes et références ».

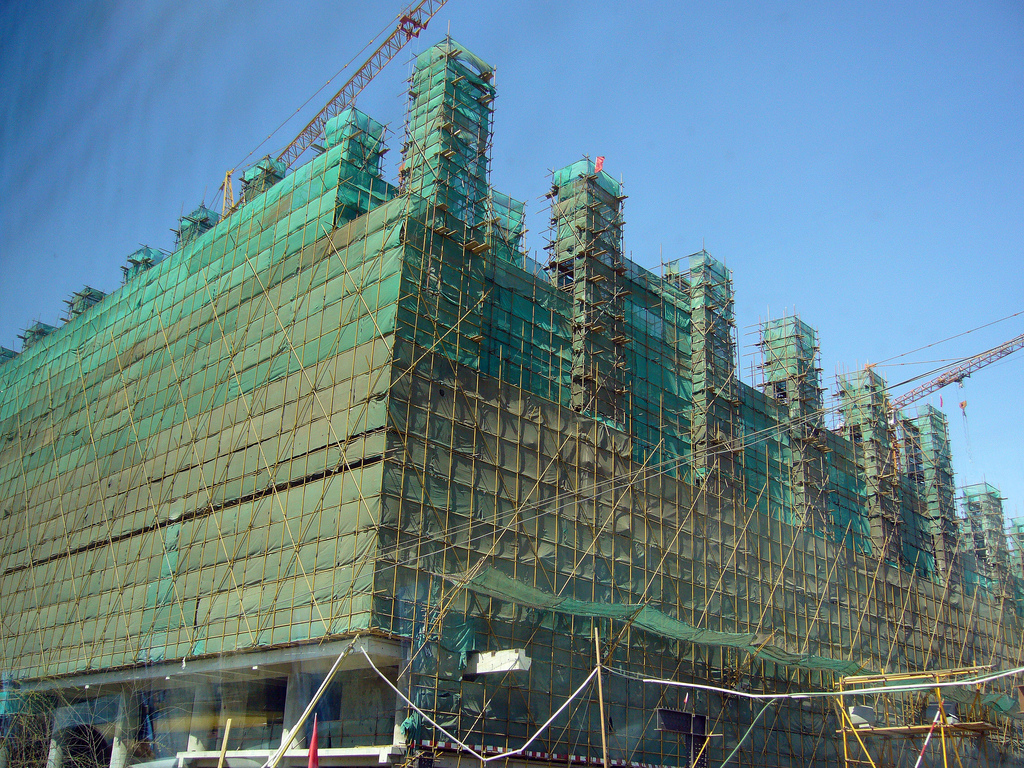
Le gymnase durant sa construction mais aujourd'hui achevé

Le Gymnase de l'université des sciences et technologies de Pékin (en chinois : 北京科技大学体育馆) est une salle sportive située sur le campus de l'université des sciences et technologies de Pékin. D'une capacité d'environ 24 000 m2, ce complexe faisait partie des installations qui accueillirent des épreuves des Jeux olympiques d'été de 2008. Sous la direction de l'architecte chinois Zhuang Weimin, sa construction s'est achevée en novembre 2007. Aux dires des responsables, le bâtiment respecte l'environnement en se focalisant sur la pleine utilisation des énergies renouvelables.
Dans le cadre des Jeux, la salle de 8 012 places accueillit l'ensemble des compétitions de judo et de taekwondo. Vingt-deux médailles d'or olympiques y ont donc été distribuées. Par ailleurs, lors des Jeux paralympiques d'été de 2008 qui suivirent immédiatement les Jeux olympiques, le complexe accueillit les compétitions de basket-ball en fauteuil roulant, ainsi que le tournoi de rugby en fauteuil roulant.
Ces compétitions se déroulèrent dans la plus grande partie du gymnase proposant une aire aménageable de 60 m sur 40 m. L'enceinte sportive comprend également une piscine aux normes olympiques de 50 m sur 25 m.
Une fois l'événement olympique terminé, la capacité du stade a été diminuée après la suppression des places temporaires installées pour les Jeux. Dès lors, la salle accueille diverses compétitions sportives et est ouverte aux étudiants de l'université.